# Rio Unja
mapa da bacia do Volga com rio Unja perto de Kologriv
O rio Unja (em russo:  Унжа, é um rio nos oblastes de Vologda e Costroma na Rússia, e um afluente do rio Volga. O seu cumprimento e de 426 km com área da bacia de 28900 km². A sua nascente situa-se na confluência do rio Kama e o rio Lundonga. O seu percurso atravessa a enseada de Unjenski da Barragem Gorki. O Rio Unja congela entre Outubro e Dezembro e permanece debaixo de gelo até Abril ou Maio. Os afluente principais são;  Viga, Neya, Meja. As cidades de Kologriv, Manturovo e Makaryev banham o rio Unja.